# Кастельветро-ди-Модена
Кастельве́тро-ди-Мо́дена (итал. Castelvetro di Modena) — коммуна в Италии, располагается в регионе Эмилия-Романья, подчиняется административному центру Модена.
Население составляет 9549 человек (на 2004 г.), плотность населения составляет 195 чел./км². Занимает площадь 49,71 км². Почтовый индекс — 41014. Телефонный код — 059.
Покровителями коммуны почитаются святые Сенезий и Теопомп. Праздник ежегодно празднуется 4 января.
В Кастельветро-ди-Модены родились генерал Энрико Чальдини, деятель Рисорджименто, и Пьеро Феррари, младший сын Энцо Феррари.